# TCR Europe Touring Car Series
El TCR Europe Touring Car Series es un campeonato de automovilismo de homologación TCR que se disputa desde 2016.
En las dos primeras temporadas llevó el nombre de TCR Trophy Europe, de las cuales la primera tuvo un calendario formado por carreras de diferentes campeonatos nacionales de TCR, mientras que la edición de 2017 estuvo compuesta de una ronda única de dos carreras en Adria. Finalmente, en 2018, el mismo año donde el TCR International Series se fusionó con el Campeonato Mundial de Turismos de la FIA para formar el WTCR, se abandonó el formato de trofeo y se formó el campeonato europeo como se lo conoce actualmente.

## Campeones
| Campeonato de Pilotos | Campeonato de Pilotos | Campeonato de Pilotos | Campeonato de Pilotos  |                              | Campeonato de Equipos        | Campeonato de Equipos |
| Año                   | Piloto                | Equipo                | Automóvil              | Equipo                       | Automóvil                    |                       |
| --------------------- | --------------------- | --------------------- | ---------------------- | ---------------------------- | ---------------------------- | --------------------- |
| 2016                  | Pierre-Yves Corthals  | DG Sport Compétition  | Opel Astra TCR         | No se entregó                | No se entregó                |                       |
| 2017                  | Aurélien Comte        | DG Sport Compétition  | Peugeot 308 Racing Cup | Target Competition           | Honda Civic Type R TCR       |                       |
| 2018                  | Mikel Azcona          | PCR Sport             | CUPRA León TCR         | Hell Energy Racing with KCMG | Honda Civic Type R TCR (FK8) |                       |
| 2019                  | Josh Files            | Target Competition    | Hyundai i30 N TCR      | Target Competition           | Hyundai i30 N TCR            |                       |
| 2020                  | Mehdi Bennani         | Comtoyou Racing       | Audi RS 3 LMS TCR      | Comtoyou Racing              | Audi RS 3 LMS TCR            |                       |
| 2021                  | Mikel Azcona          | Volcano Motorsport    | CUPRA León TCR         | Sébastien Loeb Racing        | Hyundai Elantra N TCR        |                       |
| 2022                  | Franco Girolami       | Comtoyou Racing       | Audi RS 3 LMS TCR      | Comtoyou Racing              | Audi RS 3 LMS TCR            |                       |
| 2023                  | Tom Coronel           | Comtoyou Racing       | Audi RS 3 LMS TCR      | Comtoyou Racing              | Audi RS 3 LMS TCR            |                       |
| 2024                  | Franco Girolami       | Monlau Motorsport     | Cupra León VZ TCR      | ALM Motorsport               | Honda Civic Type R TCR (FL5) |                       |
| Fuente:               |                       |                       |                        |                              |                              |                       |